# Hermann Freiherr von Schade
Hermann Freiherr von Schade (* 3. Oktober 1888; † 26. Oktober 1966 in Bielefeld) war ein nationalsozialistischer Funktionär und SS-Führer.

## Leben und Wirken
Freiherr von Schade stammt aus dem alten westfälischen Adelsgeschlecht von Schade, das in den Freiherrenstand erhoben worden war. Er trat der NSDAP (Mitgliedsnummer 867.322) und der SS (Mitgliedsnummer 32.214) bei. Als SS-Oberführer F. SS Abt. VII, zurzeit in München, Äußere Prinzregentenstraße 19, kandidierte er auf dem Wahlvorschlag der NSDAP auf dem Listenplatz mit der Nummer 741 bei der Wahl zum Deutschen Reichstag am 29. März 1936, zog aber nicht in den nationalsozialistischen Reichstag ein.
Am 13. September 1938 wurde er zum SS-Brigadeführer befördert. Als solcher war er in Königsberg und wurde bei der Reichstagswahl 1938 erneut erfolglos für ein Mandat vorgeschlagen.
Von September 1938 bis Juli 1940 war Freiherr von Schade als Inspekteur der Sicherheitspolizei und des SD Münster (Wehrkreis VI) tätig. Hier löste er Alfons Glatzel ab.
1941 hielt er sich als SS-Brigadeführer im thüringischen Meuselwitz auf. Nach der letzten Ausgabe des Gothaischen Genealogischen Taschenbuch wohnte mit seiner Frau Erna Wagener in Altenburg und war bei der Hugo Schneider AG (HASAG) angestellt. Seine Dienstbezeichnung blieb SS-Brigadeführer und Führer beim SS-Oberabschnitt West, Hauptmann a. D.